# Districte de Castelo Branco
El districte de Castelo Branco és un districte portuguès que pertany a la província tradicional de la Beira Baixa (meitat sud de la Beira Interior). Limita al nord amb el districte de Guarda, a l'est amb la província de Càceres, (Extremadura, Espanya), al sud amb el districte de Portalegre i amb el districte de Santarém i a l'oest amb el districte de Leiria i amb el districte de Coïmbra. És el quart districte portuguès més gran. Població resident (2001): 208.069 hab. Seu del districte: Castelo Branco.

## Subdivisions
El districte està integrat a la regió del Centre i dividit en tres subregions, una d'elles integrant un municipi pertanyent al districte de Santarém: Beira Interior Sud, Cova da Beira i Pinhal Interior Sud. En resum:
- Regió del Centre
  - Beira Interior Sul
    - Castelo Branco
    - Idanha-a-Nova
    - Penamacor
    - Vila Velha de Ródão

  - Cova da Beira
    - Belmonte
    - Covilhã
    - Fundão

  - Pinhal Interior Sul
    - Oleiros
    - Proença-a-Nova
    - Sertã
    - Vila de Rei

## Geografia física
El districte de Castelo Branco està dominat per tres estructures fonamentals: la regió de la vall del Tejo, al sud, és una regió d'altituds moderades (entre els 200 i 400 m) i pocs accidents orogràfics. AL nord, s'estén de nord-est a sud-oest una segona regió, bastant més accidentada, que comprèn les serra d'Alvelos, la serra de Muradal, la serra de Gardunha (1.227 m) i la serra de Malcata, que té la seva major extensió ja al districte de Guarda. Al nord-oest d'aquesta àrea, la Cova da Beira correspon a la vall del riu Zêzere i d'alguns dels seus afluents. La regió oest del districte també acompanya a la vall del Zêzere, descendint fins a les altures del Alvelos. Pertany també al districte la major part del vessant sud-est de la serra da Estrela. Amb el districte totalment integrat a la conca hidrogràfica del riu Tejo, els principals rius són, a part del mateix Tejo, afluents d'aquest o afluents dels afluents. Els més destacats són, naturalment, el Zézere i els seus afluents, especialment el riu Paul, el riu Meimoa i la riera de Sertã. Altres rius rellevants són el riu Ocreza, el riu Ponsul i el riu Erjas, que fa de frontera amb Espanya al llarg de més de 40 km. Tots aquests rius fluïxen més o menys a la mateixa adreça, de nord-est a sud-oest, amb excepció de l'Erges, el curs del qual és predominantment de nord a sud.
Pel que fa a l'orografia, les majors altituds se situen a la serra da Estrela, amb la frontera del districte quedant molt pròxima a la màxima altitud del Portugal continental (1.993 m). També als límits del districte s'hi troben altres cims d'importància: el punt més elevat de la serra de Açor (1.418 m) està a la frontera amb el districte de Coïmbra, i la segona major elevació de la serra de Malcata (1.072 m) està al límit amb el districte de Guarda, molt a prop d'Espanya. A l'interior del districte, els punts més elevats són els cims de Gardunha (1.227 m), d'Alvelos (1.084 m) i de Muradal (912 m). Si bé l'embassament de Castelo do Bode queda fora en la seva major part dels límits del districte de Castelo Branco, acaba sent tot i així per ser la major extensió del districte. Altres embassaments d'interès són: al Zêzere el de Bouci i el de Cabril, i al Tejo l'embassament de Cedillo a la frontera hispano-portuguesa.

## Ciutats principals
Castelo Branco, Covilhã, Fundão